# Antônio Couto Pereira
Antônio Couto Pereira (Baturité, 23 de janeiro de 1896 — Curitiba, 12 de novembro de 1976) foi um militar e dirigente esportivo brasileiro.
Filho do Coronel Lindolpho Pereira de Lima e da Sinhá Maria Couto Pereira, foi eleito deputado estadual, em 1933. Presidiu o Coritiba Foot Ball Club por vários mandatos, e notabilizou-se por dar início às obras do estádio do clube, que hoje leva seu nome. Antônio Couto Pereira é tio do professor historiador Gustavo Braga..

## Biografia
O major Antônio Couto Pereira nasceu no dia 23 de janeiro de 1896 em Baturité, Ceará. Era filho do coronel Lindolpho Pereira de Lima e de Francisca Couto Pereira. Estudou o primário na cidade de Baturité e o secundário no Colégio Militar de Fortaleza..
Quando chegou em Curitiba em 1916, dedicou-se ao comércio como chefe da empresa A. Couto & Cia, onde desenvolveu atividade política, desempenhando papel de destaque na revolução de 1930. Foi elemento de ligação entre o general Plínio Tourinho e Getúlio Vargas, momento no qual ganhou a patente de major. Além disso, colaborou com jornais e revistas em Curitiba.
Desde que chegou em Curitiba, Couto Pereira virou sócio do Coritiba. No Coritiba, exerceu cargos de diretoria por 28 anos. Em 1927, tornou-se pela primeira vez presidente do clube. Em 1928, ele encontrou o terreno para a construção do estádio do time, onde construiu o Estádio Belfort Duarte em 1932. Em 1977, o nome do estádio foi mudado para homenagear o Couto Pereira. Em 1934, ele encerrou o seu primeiro mandato.
Em 1937, ele retorna para o cargo pela segunda vez. Nessa segunda passagem, ficou marcada as conquistas do Campeonato Paranaense de 1939, 1941 e 1942. Após o término do seu segundo mandato, em 1945, ele seguiu a vida no clube como conselheiro. Na década de 1970, ele construiu o primeiro museu do clube.
Durante o seu mandato, ele construiu o setor social, espaço onde hoje é ocupado pelas cabines de rádio.
Também foi eleito deputado da Assembleia Constituinte do Paraná e foi autor da emenda à Constituição que isenta impostos a todas as sociedades esportivas do Estado. Em 12 de dezembro de 1976, aos 80 anos, Couto Pereira faleceu em Curitiba. Um ano após a sua morte, ele foi homenageado pelo Coritiba, na qual por votação, o estádio do clube ficou conhecido como "Estádio Major Antônio Couto Pereira".